# محمد الورغي
محمد بن أحمد الوَرْغي (نحو 1713 - 1776) كاتب وشاعر تونسي في القرن 12 هـ/ 18 م. نسبة إلى قبيلة ورغة التي كانت تنزل قرب مدينة الكاف في الجنوب وقيل بل كانت تنزل على الحدود التونسية - الجزائرية. تعلم وعلّم في عهد الأمير علي باي بن محمد فكان شاعره. واضطهد بعده وصودر وسجن وعذب. ثم عُفي عنه وأعيد إلى الكتابة وتوفي ببلده. له ديوان شعر.

## سيرته

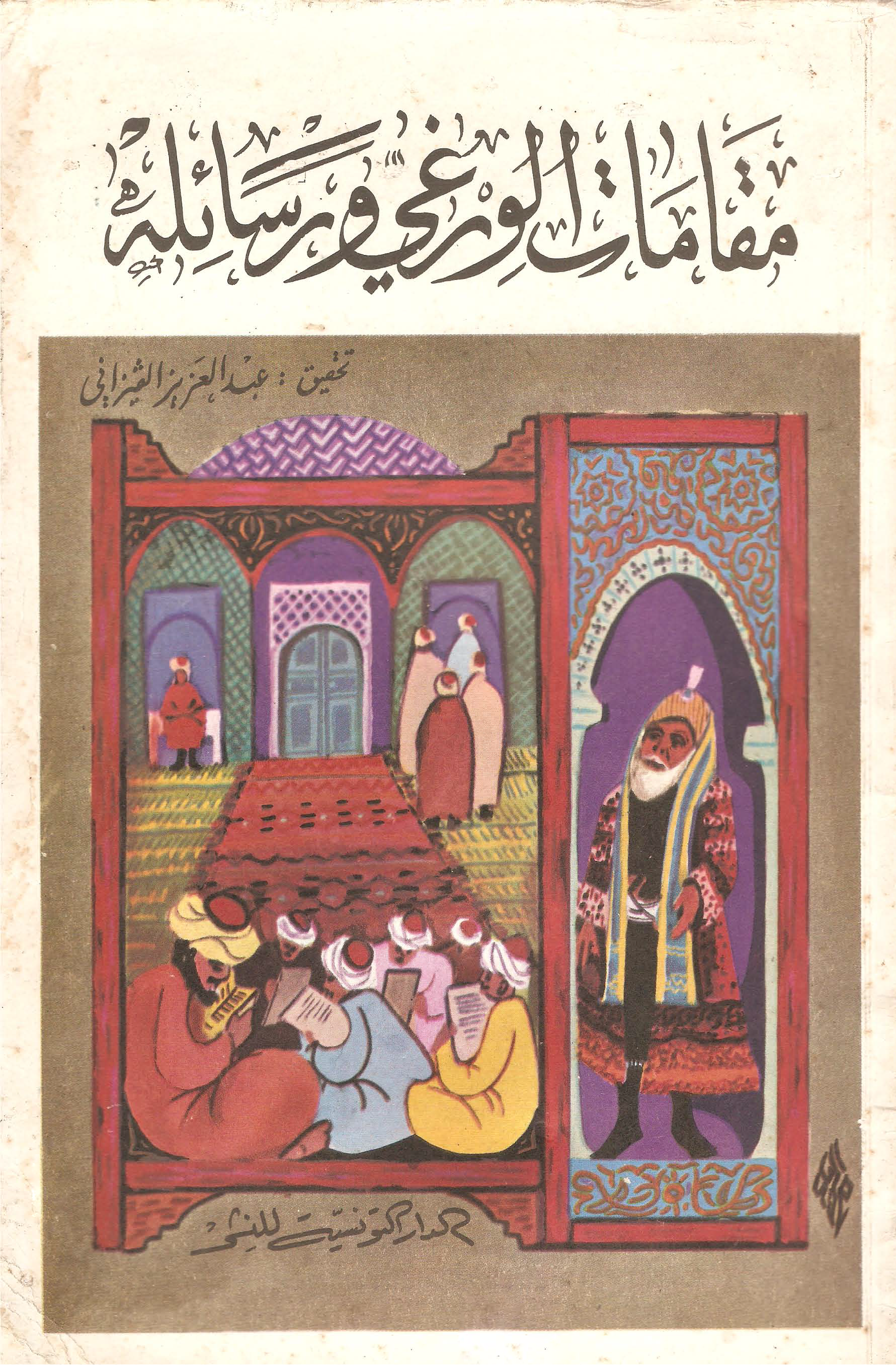
غلاف كتاب مقامات الورغي ورسائله بتصميم محمود الرباعي وتحقيق عبد العزيز الڨيزاني؛ من إصدارات الدار التونسية للنشر، سنة 1972.

ولد محمّد بن أحمد الورغي بقرية ورغة الواقعة عند جبل ورغة بين قرية الطويرف ومدينة الكاف من جهة ملاّله حوالي 1120 - 1125 هـ/ 1707 - 1713م. التحق أولاً بالكتاتيب وحفظ القرآن وكان يدرس علی شيوخ الفقه والتاريخ وعلوم الحديث والتفسير والكلام والمنطق وعلوم العربية والبلاغة في جامع الزيتونة بتونس. جلس للتدريس بجامع الزيتونة فيما بعد وعمل كاتباً في ديوان الإنشاء عهد الأمير علي الأول ونال في عهد من الشهرة والجاه «ما جعله كاتبه وشاعره الأول فلا يترك حادثاً ولا عيداً إلا ويدبج فيه مدحة...» سجن في 1169 هـ في عهد ولاية الرشيد. توفي في سنة 1190 هـ. 

مدائحه منقسمة بين علي الأول وعلي الثاني. تخلتف مدائحه في علي الثاني عنها في علي الأول فأكثرها إستعطافات واعتذارات.